# 神奈川県政策局
神奈川県政策局 （かながわけんせいさくきょく）は、神奈川県局設置条例により神奈川県に置かれる知事部局の一つ。

## 分掌事務
1. 県行政の総合的企画に関する事項
2. 県議会の招集及び議案等の発議に関する事項
3. ヘルスケア・ニューフロンティアの総合的企画、調整及び推進に関する事項
4. 広聴及び広報に関する事項
5. 県民協働に関する事項
6. 市町村その他公共団体の行政一般に関する事項
7. 基地に関する事項
8. 統計に関する事項

## 組織
- 局長
- 知事室
- いのち・未来戦略本部室
- 総務室
  - 政策部
    - 総合政策課、土地水資源対策課、情報公開公聴課、NPO協働推進課、政策法務課

  - 自治振興部
    - 市町村課、広域連携課、地域政策課

  - 基地対策部
    - 基地対策課